# Rinkeby (métro de Stockholm)
Rinkeby  est une station d'une branche, de la ligne Bleue du métro de Stockholm. Elle est située dans le quartier de Rinkeby, dans la commune de Stockholm, en Suède.
Mise en service en 1975, elle est desservie par les rames de la ligne T10 du métro de Stockholm.

## Situation sur le réseau

Plan du métro.

Établie en souterrain, la station Rinkeby de la branche Hjulsta de la ligne Bleue, est située entre la station Tensta, en direction du terminus ouest Hjulsta, et la station Rissne, en direction du terminus est : Kungsträdgården.
C'est une station de passage de la branche Hjulsta de la T10, qui dessert les stations entre Hjulsta et Kungsträdgården.

## Histoire
La station souterraine Rinkeby est mise en service le 31 août 1975 lors de l'ouverture à l'exploitation de la première section de la ligne Bleue, de T-Centralen à Hjulsta.

## Services aux voyageurs

### Accès et accueil

Installations
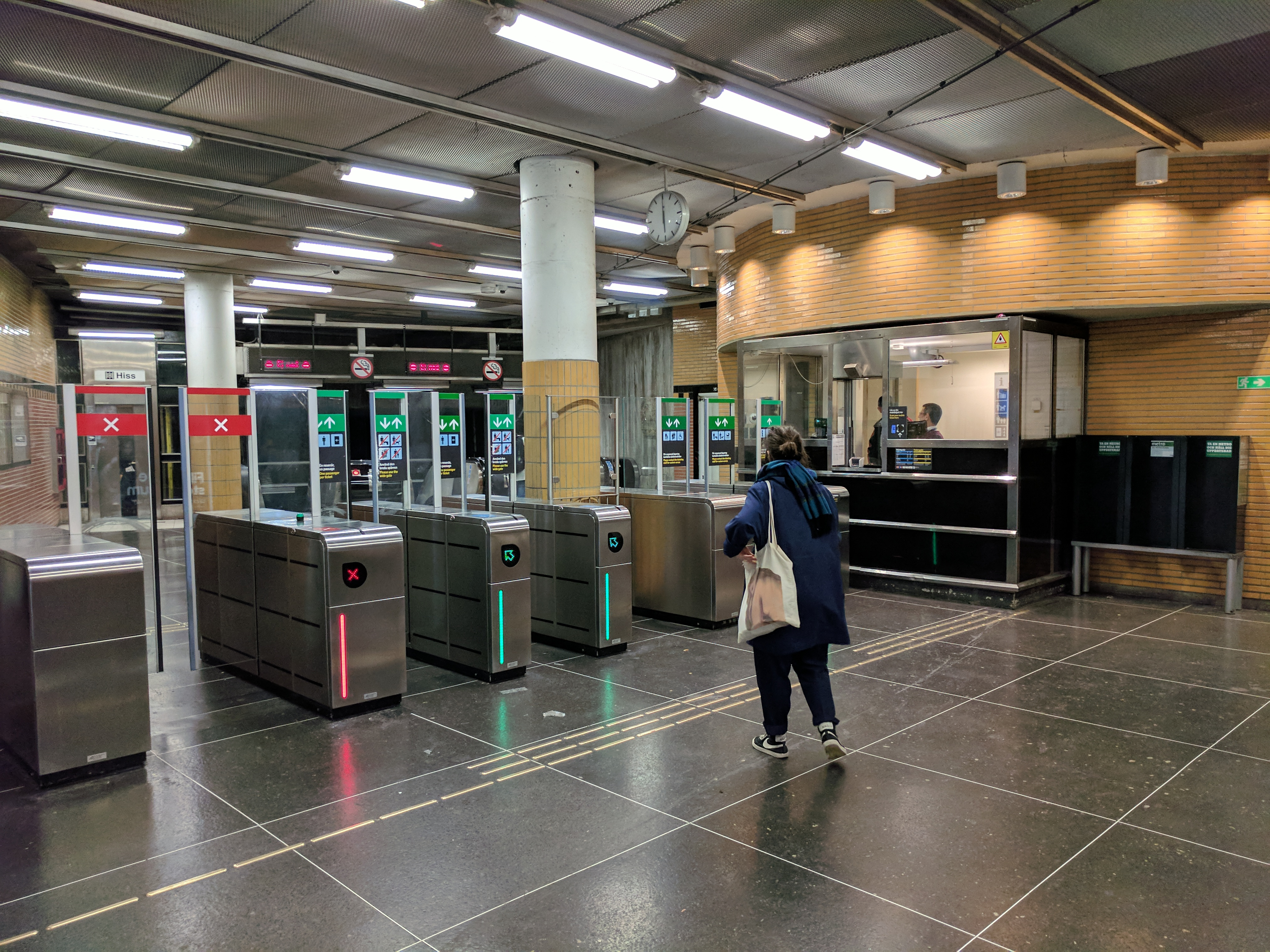
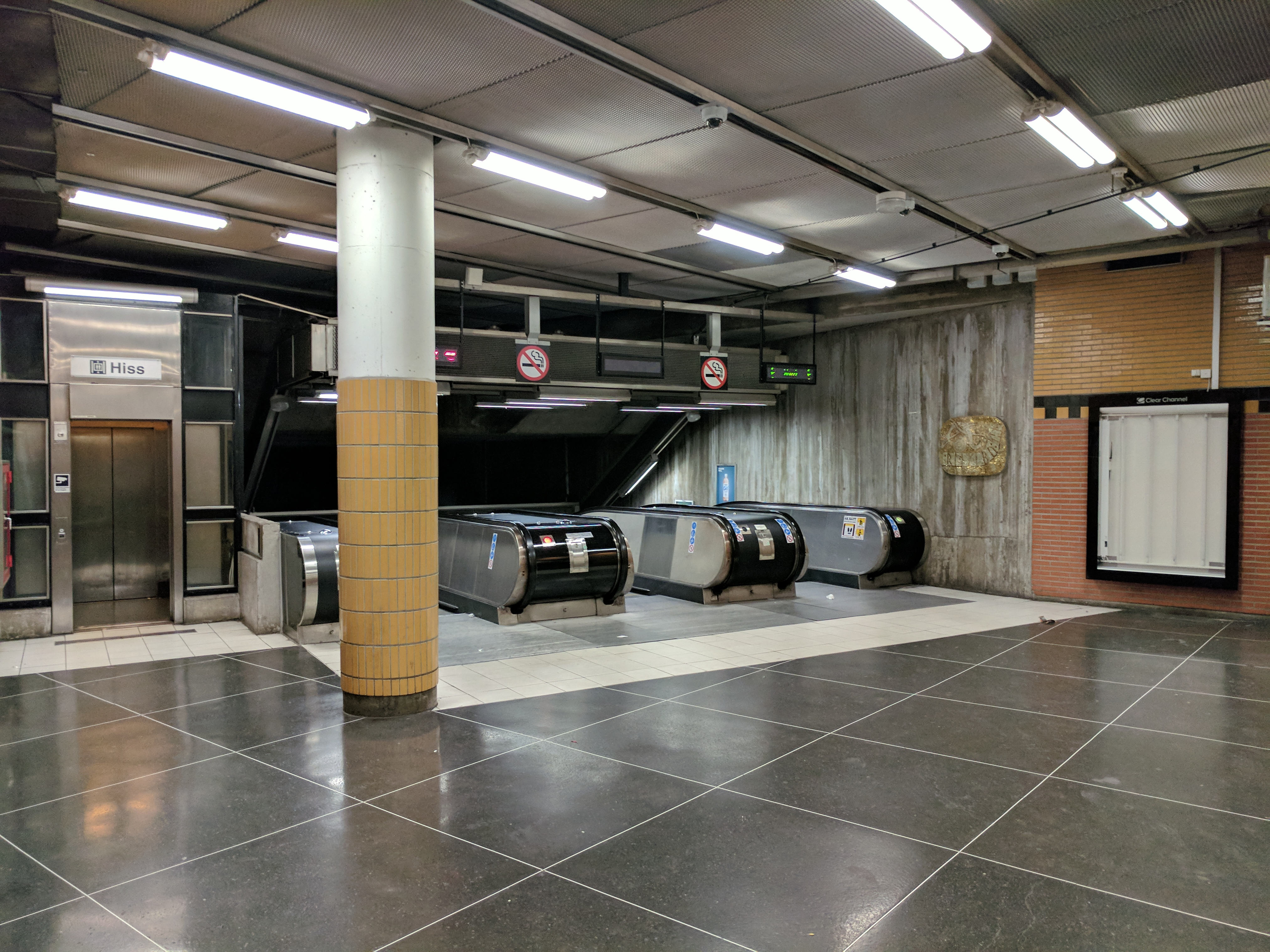
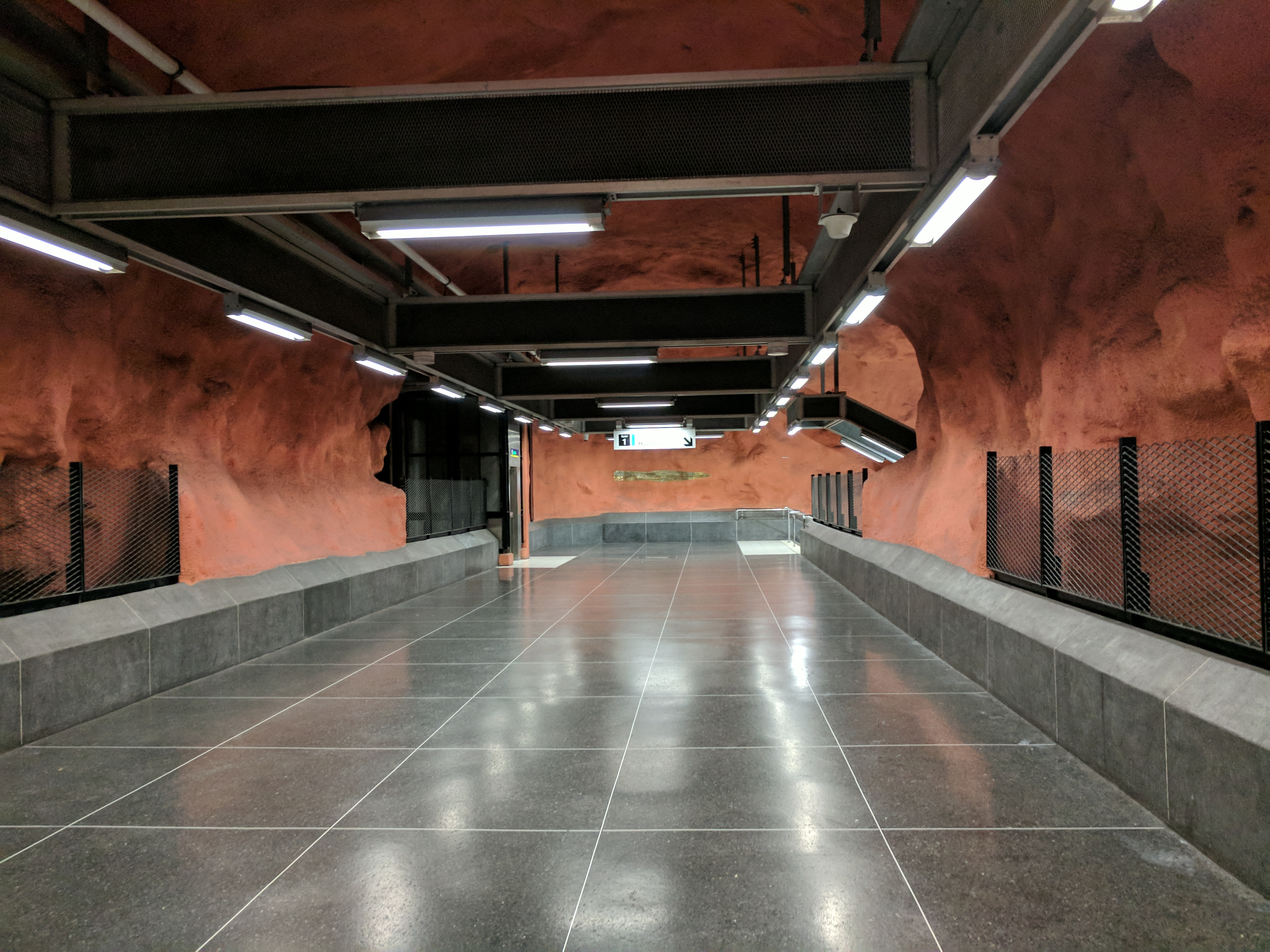

### Desserte
Rinkeby est desservie par les rames de la ligne T10.

Installations et desserte
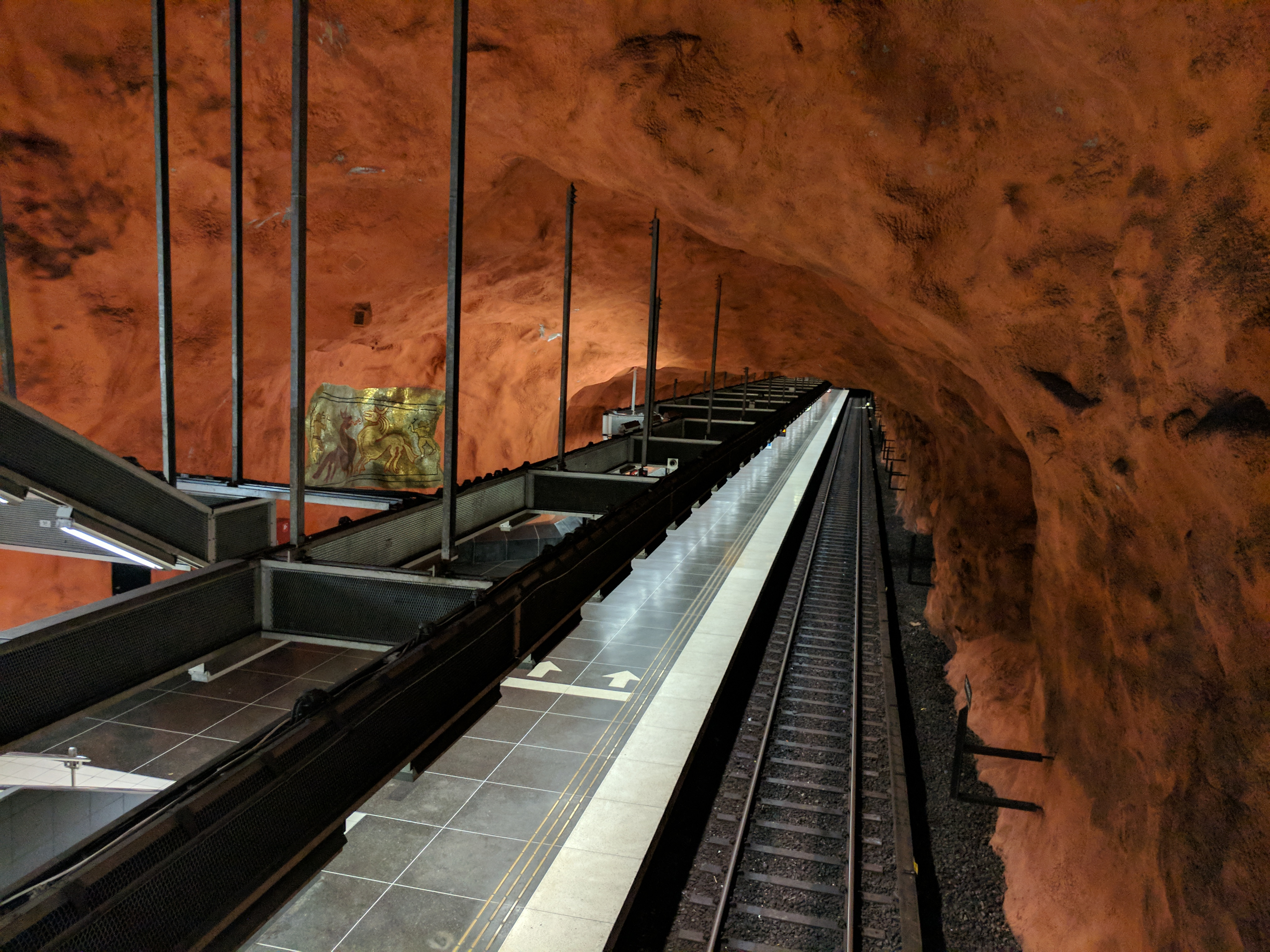
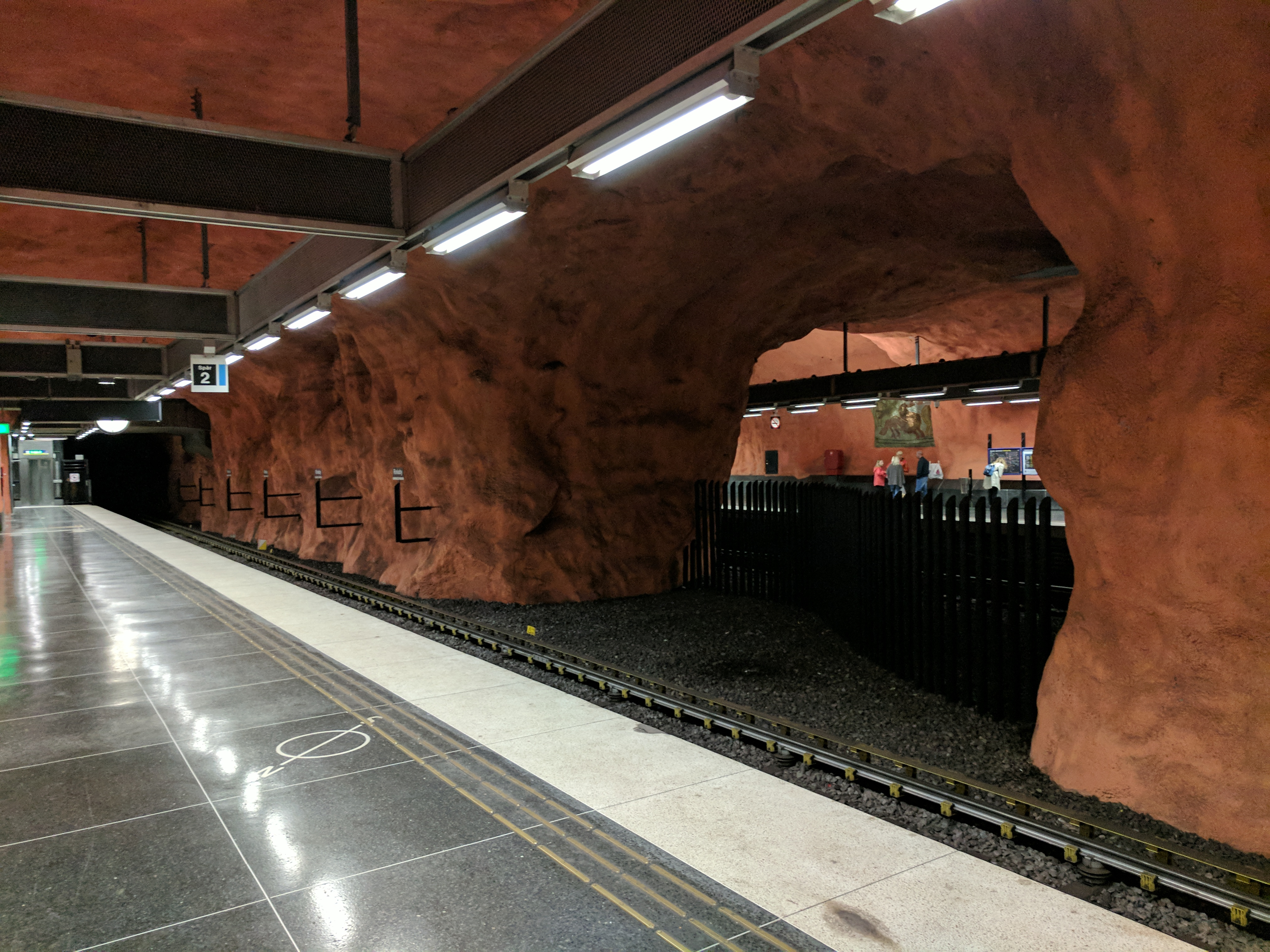
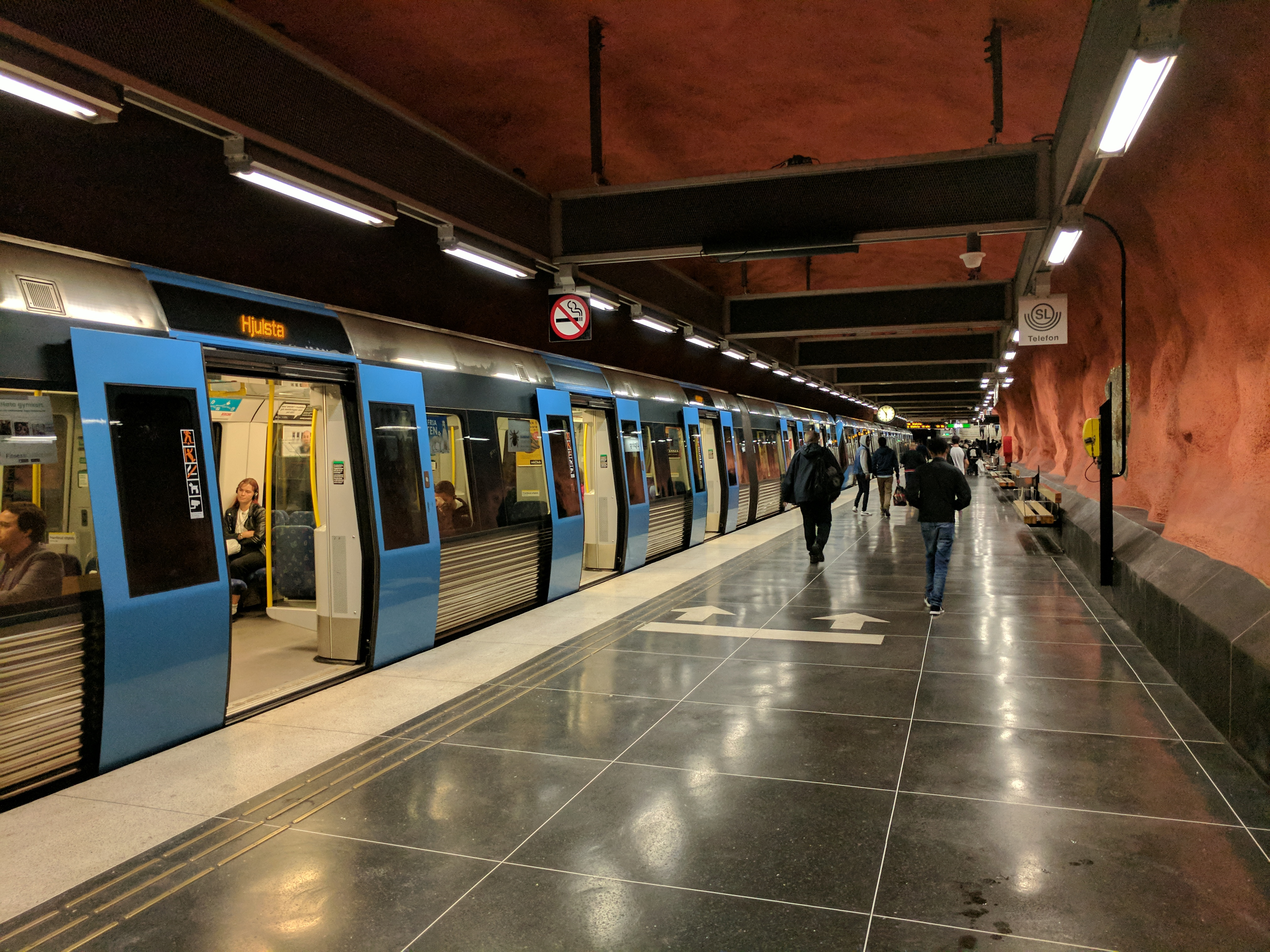

## Arts dans la station
La décoration artistique, elle fut réalisée par Nisse Zetterberg sur le thème des anciennes trouvailles antiques (Fornfynd en suédois).

Œuvres
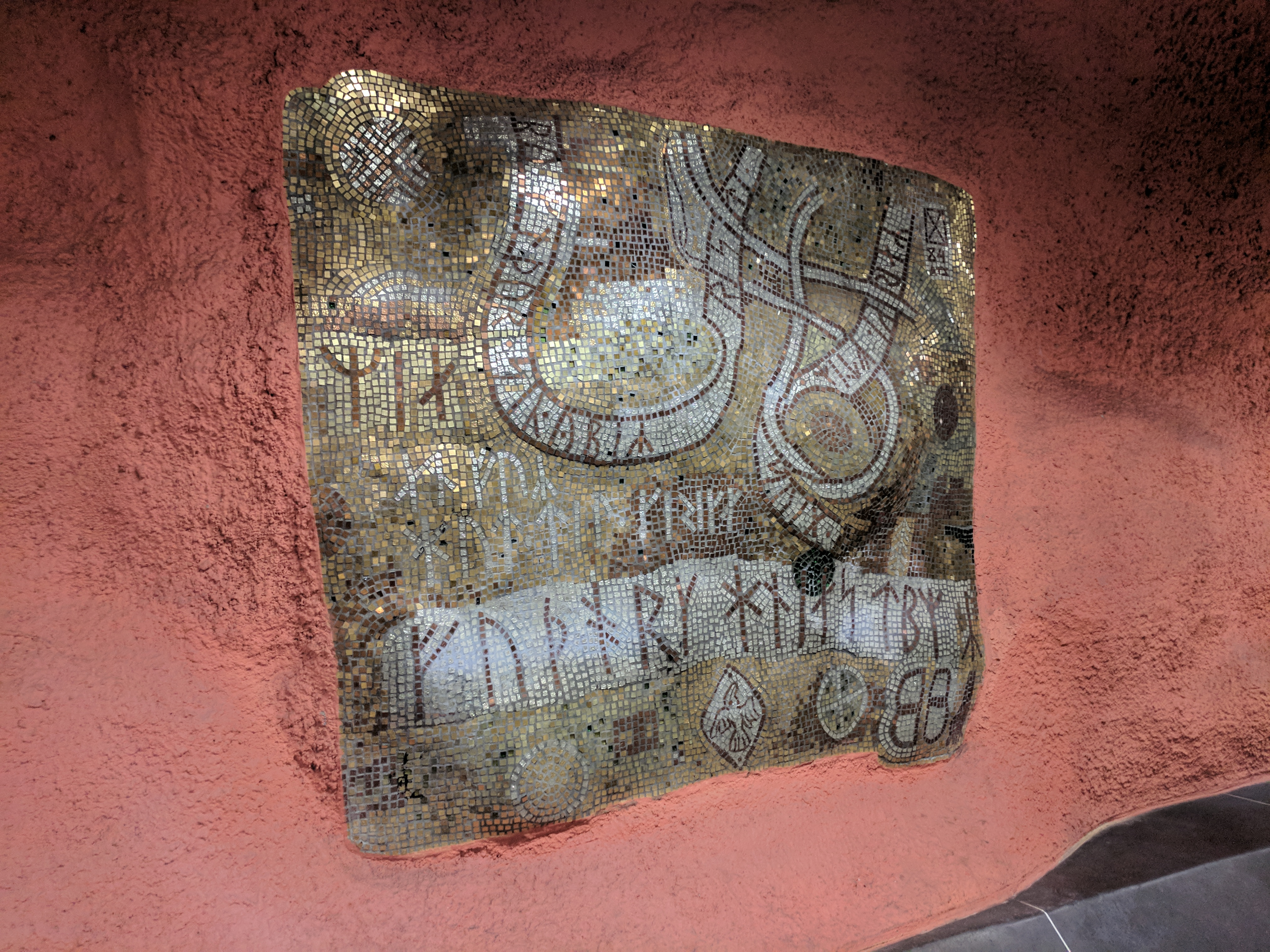
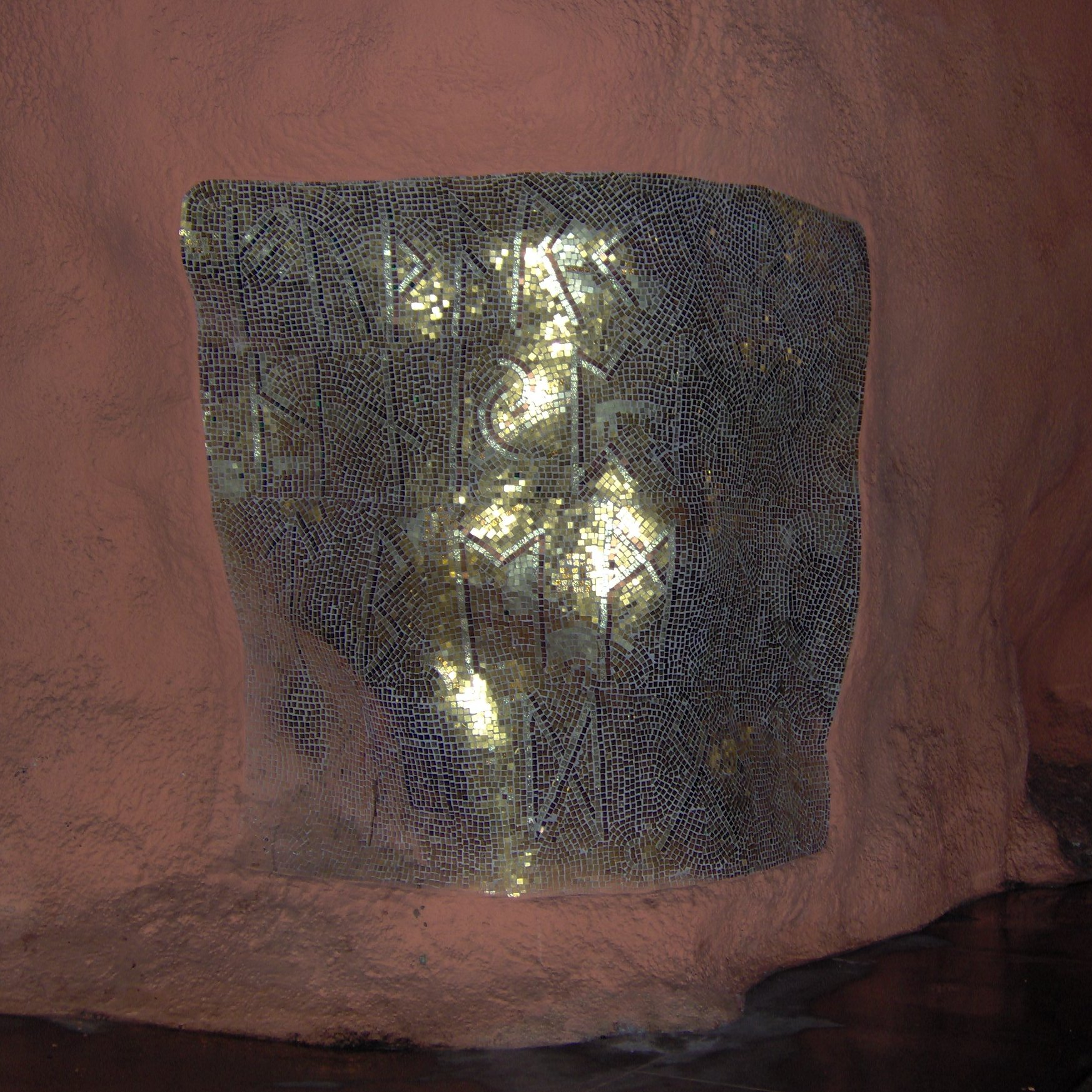
Une trouvaille antique.
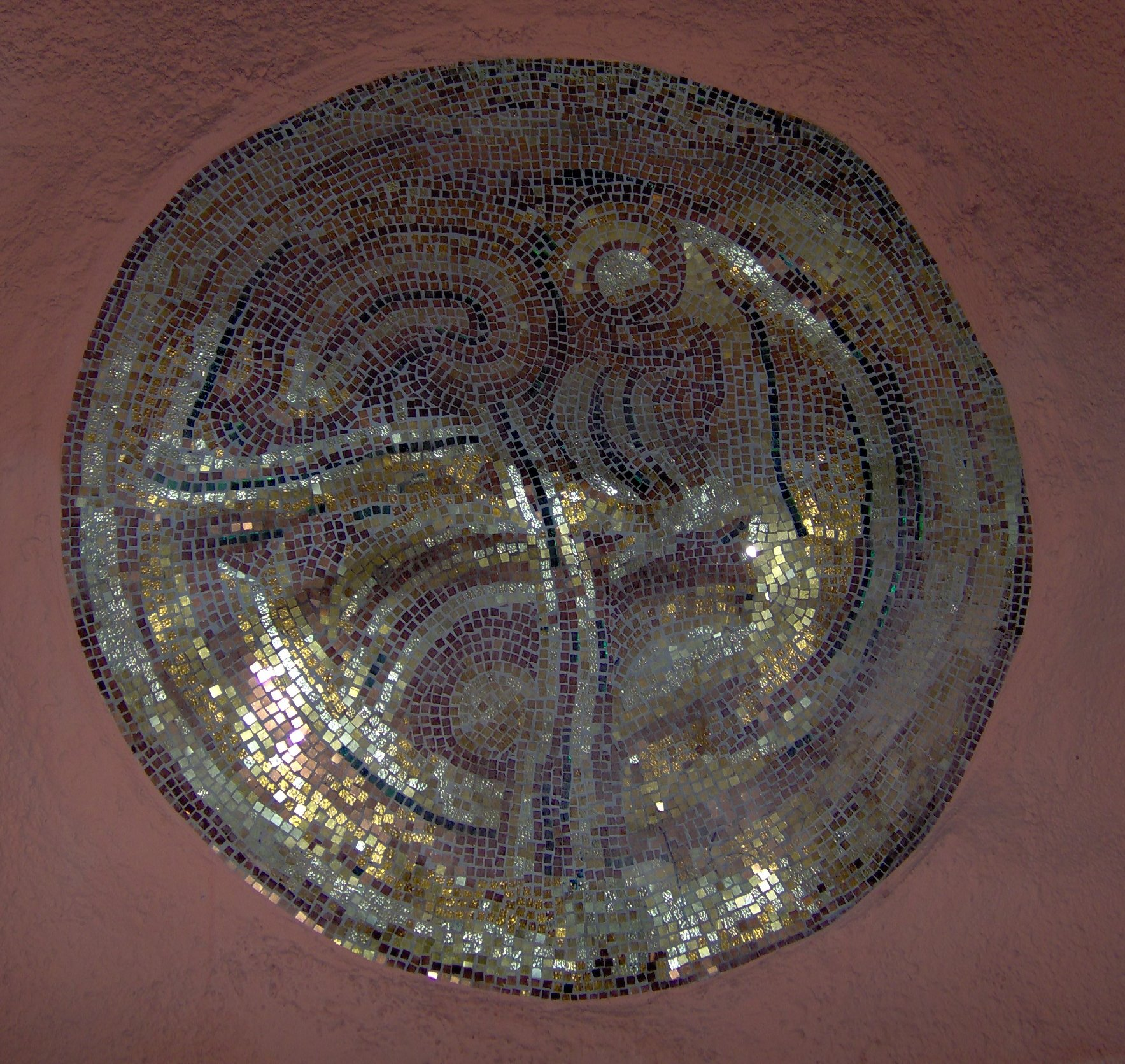
Un bouclier de mosaïques dorées.